# WICB Professional Cricket League Regional 4 Day Tournament 2014/15
Der WICB Professional Cricket League Regional 4 Day Tournament 2014/15 war die 49. Saison des nationalen First-Class-Cricket-Wettbewerbes in den West Indies und wurde vom 14. November 2014 bis zum 20. März 2015 ausgetragen. Gewinner war Guyana, die ihre sechste Meisterschaft gewannen.

## Format
Die sechs Mannschaften spielten in einer Gruppe gegen jedes andere Team jeweils zwei Mal. Für einen Sieg gibt es 12 Punkte, für ein Unentschieden sechs, für ein Remis drei und für ein abgesagtes Spiel einen Punkt. Zusätzlich gibt es Bonuspunkte für die Batting und Bowling Leistungen im ersten Innings. Die Mannschaft mit den meisten Punkten am Saisonende gewinnt den Wettbewerb.

## Resultate
Tabelle
| Team                | Sp. | S | N | R | Bat | Bwl | Ded | Punkte |
| ------------------- | --- | - | - | - | --- | --- | --- | ------ |
| Guyana              | 10  | 8 | 1 | 1 | 21  | 28  | 0   | 148    |
| Barbados            | 10  | 5 | 1 | 4 | 18  | 27  | 0   | 117    |
| Windward Islands    | 10  | 5 | 4 | 1 | 23  | 23  | 0   | 109    |
| Jamaika             | 10  | 3 | 5 | 2 | 6   | 27  | 0   | 75     |
| Trinidad und Tobago | 10  | 2 | 6 | 2 | 10  | 25  | 0   | 65     |
| Leeward Islands     | 10  | 2 | 8 | 0 | 6   | 24  | 0   | 54     |

Sieg: 12 Punkte; Remis: 3 Punkte